# Fenestella
Fenestella (* 52 v. Chr. oder um 35 v. Chr.; † 19 n. Chr. oder um 35 n. Chr.) war ein römischer antiquarisch-historischer Schriftsteller.

## Lebenszeit
Über das Leben Fenestellas ist nichts Näheres bekannt. Nach der Chronik des Kirchenvaters Hieronymus, dessen Angaben auf Suetons biographisches Sammelwerk De viris illustribus zurückgehen, wäre Fenestella 19 n. Chr. im Alter von 70 Jahren gestorben. In der Forschung wird aber eher der Zeitansatz des älteren Plinius für wahrscheinlicher gehalten, wonach der Tod Fenestellas am Ende der Regierung des Kaisers Tiberius eintrat. Der Historiker Friedrich Münzer vermutete, dass Fenestella im Sextus Pompeius zugesicherten Konsulatsjahr (35 v. Chr.) geboren worden sei, Hieronymus dieses Jahr aber mit dem Konsulatsjahr von Sextus’ Vater Gnaeus Pompeius Magnus (52 v. Chr.) verwechselt habe. Unter Voraussetzung der Richtigkeit der Angabe, dass Fenestella 70 Jahre alt wurde, hätte er in diesem Fall von 35 v. Chr. bis 35 n. Chr. gelebt.

## Werke
Fenestella verfasste während des Prinzipats des Tiberius ein annalistisches Geschichtswerk, das möglicherweise mit der Gründung Roms einsetzte und mindestens 22 Bücher umfasste, denn der Grammatiker Nonius Marcellus zitiert aus dem 22. Buch der Annalen ein Ereignis des Jahres 57 v. Chr. Die relativ wenigen erhaltenen Fragmente behandeln römische Geschichte des 2. und 1. Jahrhundert v. Chr. Nach den erhaltenen Bruchstücken zu schließen, berichtete der Autor in seinen Annalen detailliert über Kultur- und Literaturgeschichte und erwähnte mancherlei Kuriositäten. So machte er biographische Angaben über den Dichter Terenz und berichtete über die Errichtung der Wasserleitung Aqua Marcia. Lactanz, der Fenestellas Sorgfalt lobt, bringt ein Fragment über die 76 v. Chr. erfolgte Wiederherstellung der 83 v. Chr. verbrannten Sammlung Sibyllinischer Bücher. Ferner waren die Chronologie und Hintergründe der Reden Ciceros eingehend behandelt. Weitere Zitate beziehen sich u. a. auf das Tragen goldener Ringe, die Einführung des Ölbaums, den Einsatz von Elefanten bei Spielen, den Stoff der Toga, Staatsrechtliches (etwa über das Provokationsrecht), Tafelluxus sowie die Einteilung des römischen Jahres.
Die Annalen Fenestellas waren sehr geschätzt; Asconius stellt sie neben die Werke des Sallust und Titus Livius. Für Seneca gehörte Fenestella zu den Philologen. Außer Asconius zogen auch Plinius und Plutarch Fenestellas Werk heran. Allerdings ist umstritten, in welchem Umfang es von den genannten Autoren ausgebeutet wurde. Jedenfalls nennt Plinius Fenestella als Quellenschriftsteller für die Bücher 8, 9, 14, 15, 33 und 35 seiner Naturalis historia und erwähnt ihn auch an mehreren Stellen im Text namentlich als Gewährsmann. Für Plutarch war Fenestella eine Quelle bei der Darstellung der Auseinandersetzung zwischen Marius und Sulla.
Wie auch bei anderen umfangreichen Geschichtswerken wurde eine Epitome von Fenestellas Annalen angefertigt. Aus deren zweitem Buch zitiert Diomedes Grammaticus eine kurze Angabe über den jungen Gaius Iulius Caesar: Nachdem Caesar aus seiner Gefangenschaft bei Piraten entlassen worden war und dann seinerseits viele seiner Entführer besiegt und gefangen genommen hatte, habe er diese enthaupten lassen, während laut der übrigen Überlieferung Caesar die Seeräuber kreuzigen ließ (etwa 74 v. Chr.).
Dass Fenestella auch Gedichte verfasst habe, ist nur durch die singuläre Nachricht des Hieronymus bezeugt.
Andrea Domenico Fiocchi (latinisiert Floccus; † 1452), ein Florentiner Domherr und Sekretär des Papstes Eugen IV., schrieb ein kleines Werk mit dem Titel De magistratibus sacerdotiisque Romanorum, als dessen angeblicher Verfasser aber in einigen Handschriften und Drucken ein Lucius Fenestella angeführt wird. Dies ist jedoch nicht Fiocchi anzulasten, der keine Täuschung begehen wollte.

## Ausgaben
- Hermann Peter: Historicorum Romanorum Reliquiae (HRR). Band 2, Teubner, Leipzig 1906, S. 79–87 (Digitalisat).
- Tim Cornell (Hrsg.): The fragments of the Roman historians. Oxford University Press, Oxford 2013, Bd. 1, S. 489–496 (Einführung); Bd. 2, S. 938–963 (Fragmente mit englischer Übersetzung); Bd. 3, S. 571–591 (Kommentar).